# Óbudai-sziget
Óbudai-sziget (również Hajógyári-sziget) – jedna z wysp na Dunaju na terenie administracyjnym Óbudy, III dzielnicy Budapesztu. Jednocześnie jako Óbudaisziget (pisane łącznie) jest jednym z  osiedli Budapesztu. Stała się ulubionym celem wycieczek, ale nie to jest powodem jej popularności, ale organizowany tu od 1993 roku Sziget Festival. 

## Położenie
Wyspa, powstała z rzecznych osadów, leży wzdłuż óbudzińskiego brzegu Dunaju między 1651 a 1654 km rzeki. Zajmuje powierzchnię 108 ha, długość wynosi 2750 m, największa szerokość, dokładnie na linii 1653 kilometra, to 500 m. Od Óbudy oddziela ją szerokie na 70–80 m ramię Dunaju. Z północnego końca wyspy jest niedaleko do kolejowego mostu Újpesti, a przechodzący przez południowy jej kraniec most Arpada, łączy Budę z Pesztem.
Pierwotnie była to mielizna, składająca się z dwóch sąsiadujących ze sobą części.

## Kultura
Od 1993 roku jest urządzany tu corocznie w sierpniu Sziget Festival, który stał się jedną z największych imprez związanych z muzyką rozrywkową w Europie. Obciążenie związane z koncertami, festiwalami i zawodami biegowymi nie sprzyja florze i faunie wyspy.

## Flora i fauna
Większą część wyspy zajmuje obecnie park rekreacyjny, ozdobiony krzewami i kwiatami. Północny kraniec wyspy stanowi najbardziej znany w okolicy przystanek na trasie migracji ptaków wodnych. 
W mniej lub bardziej pierwotnym stanie pozostał tylko ciągnący się wzdłuż zachodniego brzegu wyspy 1,5 kilometrowy pas nadrzecznego łęgu wierzbowego (Salicetum albae-fragilis). Stan łęgu oceniono w 1994 roku. Wśród drzew znaleziono bardzo stare, nawet dwustuletnie wierzby białe, topole czarne i wiązy. Na uwagę zasługują też wiekowe egzemplarze winorośli pachnącej (Vitis riparia) oraz wiązu pospolitego. Liczba gatunków pierwotnych jest mała. Wyspa przypomina dawne tereny zalewowe.
Do awifauny wyspy zaliczają się nie tylko ptaki przelotne, ale również tutaj gniazdujące, jak zimorodek, pustułka, dzięcioł zielony, dzierzba, wrona, kaczka krzyżówka czy gołąb grzywacz. Z tego powodu wyspa jest ulubionym miejscem obserwatorów ptaków. 
Wśród owadów można tu spotkać szereg kózkowatych, a między innymi wonnicę piżmówkę.